# Dicranomyia teinoterga
Dicranomyia teinoterga är en tvåvingeart som först beskrevs av Alexander 1967.  Dicranomyia teinoterga ingår i släktet Dicranomyia och familjen småharkrankar.
Artens utbredningsområde är Colombia. Inga underarter finns listade i Catalogue of Life.